# Seneczów
Seneczów (ukr. Сенечів) – wieś na Ukrainie, w  obwodzie iwanofrankiwskim, w rejonie dolińskim.
We wsi znajdowała się Placówka Straży Celnej „Seneczów” a następnie Placówka Straży Granicznej I linii „Seneczów”.